# Ptichodis lima
Ptichodis lima là một loài bướm đêm trong họ Erebidae.